# Argenta
Argenta – miasto i gmina we Włoszech, w regionie Emilia-Romania, w prowincji Ferrara.
Według danych na rok 2004 gminę zamieszkiwało 21 636 osób, 69,8 os./km².